# 神黄豆
神黄豆（学名：Cassia javanica subsp. agnes）又名节果决明，为豆科阿勒勃属的植物，是粉花決明的亞種。分布在中南半岛、中国大陆的广州、广西、云南以及夏威夷群岛等地，生长于海拔600米至1,800米的地区，多生在山地林中，目前尚未由人工引种栽培。